# Château-Salins
Château-Salins là một xã trong vùng Grand Est, thuộc tỉnh Moselle, quận Château-Salins, tổng Château-Salins. Tọa độ địa lý của xã là 48° 49' vĩ độ bắc, 06° 30' kinh độ đông. 

## Thông tin nhân khẩu
| 1962  | 1968  | 1975  | 1982  | 1990  | 1999  |
| ----- | ----- | ----- | ----- | ----- | ----- |
| 2 174 | 2 246 | 2 479 | 2 461 | 2 437 | 2 470 |

## Các thành phố kết nghĩa
- Birkenfeld (Nahe), Đức,